# Efesios 3

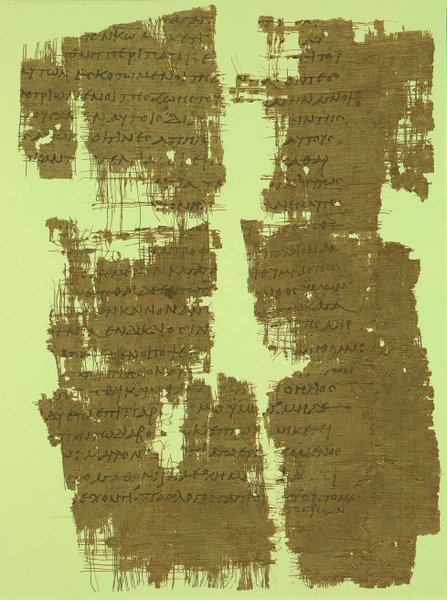
Fragmento de Efesios 4:16-29 en el lado recto del Papiro 49 del siglo III.

Efesios 3 es el tercer capítulo de la Epístola a los Efesios del Nuevo Testamento de la Biblia Cristiana. Tradicionalmente, se creyó que fue escrita por Apóstol Pablo mientras estaba en prisión en Roma (alrededor del año 62 d. C.), pero más recientemente se ha sugerido que fue escrita entre los años 80 y 100 d. C. por otro escritor que utilizó el nombre y el estilo de Pablo. Este capítulo forma parte de una larga oración de Pablo (de Efesios 1:3 a 3:21), con la sección particular sobre la administración de Pablo del gran misterio divino, la petición de que Cristo habite en el corazón de los creyentes y una doxología.

## Texto
El texto original fue escrito en griego koiné. Este capítulo está dividido en 21 versículos.

### Testigos textuales
Algunos manuscritos antiguos que contienen el texto de este capítulo son:
- Papiro 46 (~200 d. C.)
- Codex Vaticanus (325-50)
- Codex Sinaiticus (330-60)
- Codex Alexandrinus (400-40)
- Codex Ephraemi Rescriptus (~450; completo)
- Codex Freerianus (~450; existen los versículos 6-8, 18-20)
- Codex Claromontanus (~550)

## Consideraciones generales
La proclamación del misterio de Cristo como Cabeza de la Iglesia no es solo otro aspecto teológico en la predicación de Pablo, sino que representa el centro fundamental de su misión (vv. 1-13). Por ello, el Apóstol ora con especial fervor para que este mensaje sea plenamente comprendido (vv. 14-21).

## La administración del gran misterio por parte de Pablo (3:1-13)
La sección comienza con la autoidentificación de Pablo como «prisionero de Cristo Jesús», una posición que soporta voluntariamente «por amor a los gentiles» (Versículo 1), es decir, por el bien de sus conversos. Muchos intérpretes consideran que esta afirmación refleja tanto su relación de estar «atado» a Cristo, y también el hecho de estar cautivo (en Roma).
A continuación, el foco principal es el misterio divino que Pablo está encargado de desvelar. Es el misterio de Cristo como gracia de Dios para todos.

### Versículos 3-4
3como por revelación me dio a conocer el misterio (como ya he escrito brevemente, 4por el cual, cuando leáis, podréis entender mi conocimiento en el misterio de Cristo),'

### Versículo 5
el cual [misterio] en otras épocas no fue dado a conocer a los hijos de los hombres, como ahora ha sido revelado por el Espíritu a sus santos apóstoles y profetas.'
- En otras épocas», o “a personas de otras generaciones”;[11] hay dos lecturas griegas principales:

en el Textus Receptus, en griego: ὃ ἐν ἑτέραις γενεαῖς, (ho en heterais geneais).
en los textos griegos críticos, el ἐν no aparece.
Heinrich Meyer sostiene que el ἐν se ha añadido «en contra de un testimonio decisivo» entre los primeros textos. El significado puede ser «en épocas anteriores» o «a generaciones anteriores».

### Versículo 9
y para hacer ver a todos cuál es la comunión del misterio, que desde el principio de los siglos ha estado oculto en Dios, quien creó todas las cosas por medio de Jesucristo;

### Comentarios a los versículos 1-13
La misión fundamental y centro de sus actividades de Pablo fue anunciar a los gentiles la revelación del «misterio». El Apóstol, al predicar, actúa como «servidor» del Evangelio de Jesucristo. Como glosa Santo Tomás en su comentario: 

No estoy llevando a cabo esta tarea como si se tratara de un asunto mío, sino como un servicio que es de Dios.

### Versículo 14
- 14-Por este motivo, me pongo de rodillas ante el Padre,

### Comentario al versículo 14
Pablo, al decir "me pongo de rodillas", utiliza un gesto que entre los judíos era poco común, ya que generalmente oraban de pie. Solo en momentos de profunda reverencia o devoción especial, como signo de adoración, se arrodillaban o postraban. Al hacerlo, el Apóstol subraya la solemnidad de su oración y la humildad con la que se dirige a Dios. Este acto también enseña que los gestos corporales como las genuflexiones, inclinaciones o golpes en el pecho deben ser expresiones auténticas de devoción, mostrando cómo todo el ser, cuerpo y alma, se rinde ante Dios en adoración filial.

### Versículo 15
15-de quien toma nombre toda familia en los cielos y en la tierra,

### Comentario al versículo 15
La expresión "tomar nombre" implica tener un origen o proceder, mientras que el término griego "patría" se refiere a un grupo de personas que descienden de un mismo padre. Esto puede traducirse también como "paternidad". San Pablo enseña que toda familia, ya sea terrenal como la Iglesia o la familia tradicional, o celestial como la Iglesia triunfante, tiene su identidad y origen en Dios, quien es el único Padre en sentido pleno. Por lo tanto, el término "Padre" se usa no solo para describir la paternidad física, sino también la espiritual. Además, la paternidad de los esposos refleja de manera significativa el amor de Dios Creador, ya que ellos son colaboradores en esa creación y en la interpretación de ese amor divino.

## Reanudación de la oración (3:14-21)
El objeto de la larga oración es sólo Dios, «experimentado y abordado como Padre» (versículo 14), a quien Pablo ruega por el fortalecimiento de la condición de los creyentes. La oración de Pablo es para que Cristo habite en los corazones de los creyentes como signo de una conversión «genuina» de fe. La oración se cierra con una bendición, atribuyendo la gloria a Dios.

### Versículo 16
para que os conceda, conforme a las riquezas de su gloria, ser fortalecidos con poder en el hombre interior por su Espíritu,
- «Conforme a las riquezas de su gloria»: es decir, conforme a la abundante plenitud de gracia en Cristo Jesús.[22]
- «Para ser fortalecidos con poder por su Espíritu en el hombre interior»: es la petición de Pablo al Padre de Cristo, para que permita a los creyentes ser fuertes durante las tribulaciones, les dé los suministros frescos de poder necesarios para cumplir los deberes de la gracia, resistir a Satanás y sus tentaciones, oponerse a las corrupciones y soportar la cruz, aguantando y resistiendo hasta el final. Esto es un don de la gracia gratuita de Dios; una «concesión» en forma de «su Espíritu», que les fortalece guiándoles a la plenitud de la gracia en Cristo, poniendo el amor de Dios en sus corazones, aplicándoles las promesas del Evangelio y haciendo que el Evangelio mismo les sea útil para darles fortaleza.[22]
- «El hombre interior»: o alma del hombre, como sujeto de la bendición, que es «la sede de la gracia».[22] Esta última frase está unida al comienzo del siguiente Versículo en las versiones árabe, siríaco y etíope, «en el hombre interior puede habitar Cristo». [22]

### Comentario a los versículos 14-21
Este pasaje refleja una profunda oración de San Pablo, que se encuentra en la Carta a los Efesios (Efesios 3:14-19). En este texto, San Pablo pide a Dios que fortalezca a los cristianos en su fe y que Cristo habite en sus corazones. Esta oración se centra en el amor de Cristo como algo que los creyentes deben comprender en su totalidad, no solo de forma intelectual, sino también espiritual, viviendo este amor profundamente en su ser. Pablo utiliza una poderosa imagen para ilustrar la inmensidad del amor de Cristo: la cruz, con sus brazos extendidos en todas direcciones, simbolizando la amplitud, la longitud, la altura y la profundidad del amor de Cristo. Es una representación visual del amor que no conoce fronteras y que busca abarcar todo el universo, es decir, a todas las personas y criaturas. Este símbolo también remite al sacrificio de Cristo, quien, en su crucifixión, extiende su amor a todos los rincones de la creación.
La petición de San Pablo no es solo que los cristianos comprendan el amor de Cristo, sino que crezcan hasta la plenitud de Dios, es decir, hasta alcanzar una unión más completa y profunda con Él. En esta oración, Pablo revela que el amor de Cristo es un misterio de dimensiones infinitas, algo que supera todo entendimiento humano y que solo puede ser experimentado mediante la fe y la gracia divina.
En resumen, el esquema de la cruz que describe San Pablo no es solo un símbolo del sufrimiento de Cristo, sino una representación del amor expansivo y total de Dios, que busca incluir a todos en su abrazo redentor y transformador.

Por el Verbo de Dios, todo está bajo la influencia de la obra redentora, y el Hijo de Dios ha sido crucificado por todos, y ha trazado el signo de la cruz sobre todas las cosas.

En definitiva, conocer la historia de la salvación y el «misterio» de Cristo es darse cuenta de la magnitud del amor de Dios. Ahí está el fundamento de la vida cristiana. 

Oh Jesús, suma benignidad, / admirable alegría del corazón, / bondad inabarcable, / tu amor nos abraza.